# تاکویا تاکی
تاکویا تاکی (انگلیسی: Takuya Takei؛ زادهٔ ۲۵ ژانویهٔ ۱۹۸۶) بازیکن فوتبال اهل ژاپن است.
از باشگاه‌هایی که در آن بازی کرده‌است می‌توان به باشگاه فوتبال گامبا اوساکا اشاره کرد.